# 索尔泰尔 (卢瓦雷省)
索尔泰尔（法語：Solterre，法語發音：[sɔltɛʁ]）是法国卢瓦雷省的一个市镇，位于该省东部，属于蒙塔日区。

## 地理
索尔泰尔（47°55'9"N, 2°44'17"E）面积9.8 平方千米，位于法国中央-卢瓦尔河谷大区卢瓦雷省，该省份为法国中北部省份，北起埃松省，西北接厄尔-卢瓦省，西南接卢瓦-谢尔省，南至涅夫勒省和谢尔省，东临约讷省，东北接塞纳-马恩省。
与索尔泰尔接壤的市镇（或旧市镇、城区）包括：韦尼松河畔莫尔芒、科尔特拉、乌祖埃德尚、普雷西尼莱潘、皮索河畔圣伊莱尔。

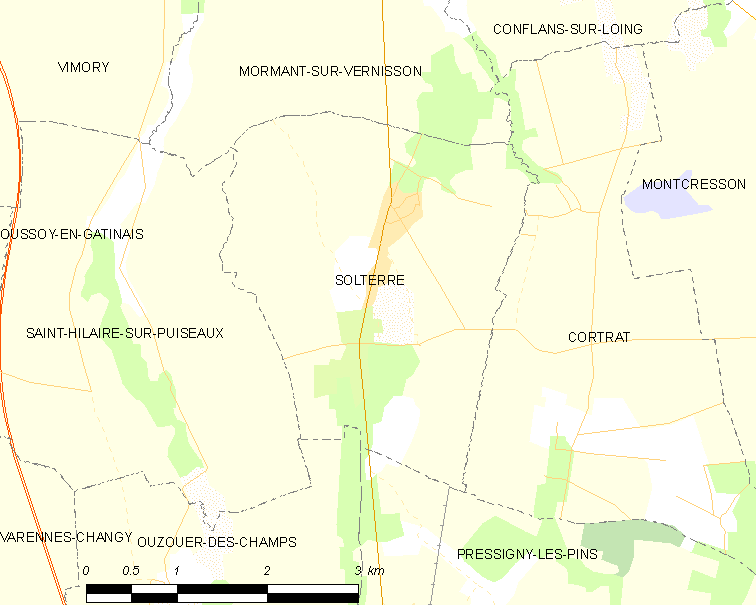
的OSM定位图

索尔泰尔的时区为UTC+01:00、UTC+02:00（夏令时）。

## 行政
索尔泰尔的邮政编码为45700，INSEE市镇编码为45312。

## 政治
索尔泰尔所属的省级选区为蒙塔日县。

## 人口

1962-2008年间人口变化图示

索尔泰尔于2022年1月1日时的人口数量为476人。